# Гордон Пірі
Го́рдон Пі́рі (англ. Gordon Pirie, нар. 10 лютого 1931 — пом. 7 грудня 1991) — британський легкоатлет, олімпійський медаліст, триразовий чемпіон Англії з кросу.

## Виступи на змаганнях
| Рік  | Змагання               | Місто     | Місце              | Дистанція     | Результат |
| ---- | ---------------------- | --------- | ------------------ | ------------- | --------- |
| 1952 | Літні Олімпійські ігри | Гельсінкі | 4                  | 5000 метрів   | 14.18,0   |
| 1952 | Літні Олімпійські ігри | Гельсінкі | 7                  | 10 000 метрів | 30.09,5   |
| 1956 | Літні Олімпійські ігри | Мельбурн  | 2                  | 5000 метрів   | 13.50,6   |
| 1956 | Літні Олімпійські ігри | Мельбурн  | 8                  | 10 000 метрів | 30.00,6   |
| 1958 | Ігри Співдружності     | Кардіф    | 4                  | 1 миля        | 4.04,1    |
| 1958 | Ігри Співдружності     | Кардіф    | 4                  | 3 милі        | 13.29,6   |
| 1958 | Чемпіонат Європи       | Стокгольм | 3                  | 5000 метрів   | 14.01,6   |
| 1960 | Літні Олімпійські ігри | Рим       | 8 в 3-му півфіналі | 5000 метрів   | 14.43,6   |
| 1960 | Літні Олімпійські ігри | Рим       | 10                 | 10 000 метрів | 29.15,2   |

## Рекорди
| Дистанція | Результат | Місто    | Дата       |
| --------- | --------- | -------- | ---------- |
| 6 миль    | 28.19,4   | Лондон   | 10.07.1953 |
| 5 000 м   | 13.36,8   | Берген   | 19.06.1956 |
| 3 000 м   | 7.55,6    | Тронгейм | 22.06.1956 |
| 3000 м    | 7.52,8    | Мальме   | 4.09.1956  |
| 4x1500 м  | 15.27,2   | Лондон   | 3.08.1953  |

## Бігай швидко та без травм
У своїй книзі Бігай швидко та без травм (англ. Running Fast and Injury Free) Гордон Пірі пропагує біг з приземленням на носок (в противагу звичайному стилю довгих кроків з приземленням на п'яту), 3-5 кроків на секунду з метою зменшення втоми, пошкодження ніг та витрат енергії на вертикальні рухи тіла. Також він описує свою співпрацю з Адольфом Дасслером над створенням бігового взуття з утовщеним носком (на відміну від звичайного дизайну з потовщено п'ятою) для кращої надійності при його стилю бігу.